# 嚴峻環境政策
嚴峻環境政策（英語︰Hostile Environment Policy）是一套英國內政部的行政和立法措施，旨在製造嚴峻的環境，讓沒有許可的人或給非法入境者盡可能難以留在英國，令到他們可以「自願離開」。這項政策於2012年在保守黨-自由民主黨聯合執政時期首次宣布，被視為當初保守黨承諾減少移民人數的選舉宣言一部分。
該政策被認為是英國歷史上最嚴厲的移民政策之一，並被廣泛批評為不人道、無效和非法，而且自實施以來，許多被拘留者在移民遣送中心死亡。聯合國人權理事會表示，該政策助長了英國境內的仇外心理，而平等與人權委員會則認為該政策違反了平等法。該政策驅逐了來自歐盟國家的無家可歸公民，並且要求國民保健署、慈善機構、社區利益公司和銀行對申請人進行身份檢查，如果沒有身份證明就拒絕提供服務。
由於執行及政策上的失誤，「嚴峻環境政策」導致了世居英國的疾風世代和其他英聯邦公民被錯誤遣返，或被拒絕使用公共服務。由於「疾風世代」醜聞持續發酵，加上被揭發在議會上說謊，最後內政大臣盧綺婷辭職，賈維德接任，時任首相文翠珊也宣佈了賠償計劃，試圖平息民憤。但是由於賠償計劃上的執行問題，使醜聞持續備受爭議。

## 術語由來
2012年，時任保守黨內政大臣的文翠珊在介紹敵對環境政策時說：“目的是在英國為非法移民創造一個真正敵對的環境”。2007年5月，當時擔任工黨移民部長的白理安在一份諮詢文件的公告中提到了“敵對環境”，“我們正試圖在這個國家創造一個更加敵對的環境”。